# Отербин (Индијана)
Отербин (енгл. Otterbein) град је у америчкој савезној држави Индијана.

## Демографија
По попису из 2010. године број становника је 1.262, што је 50 (-3,8%) становника мање него 2000. године.
| Група             | 2000.         | 2010.         |
| Белци             | 1.283 (97,8%) | 1.199 (95,0%) |
| Афроамериканци    | 3 (0,2%)      | 9 (0,7%)      |
| Азијати           | 0 (0,0%)      | 1 (0,1%)      |
| Хиспаноамериканци | 14 (1,1%)     | 39 (3,1%)     |
| Укупно            | 1.312         | 1.262         |